# Вилла, Филипп
Филипп Вилла (фр. Philippe Villa, род. 25 декабря 1965, Франция) — французский гитарист, исполняющий преимущественно музыку XIX-XX веков, общественный деятель.

## Карьера
Получил образование у Бето Давесака (Betho Davezac) в консерватории города Медон, затем учился в Высшей музыкальной школе в Саарбрюккене (Германия) (где получил «Концертный диплом» с высшим отличием), а также в Праге у Йиржи Йирмала и в Испании у Хосе Томаса. Преподаёт в Национальной школе музыки в городе Ньор, Франция. Обладатель Золотой медали Международного фестиваля молодых исполнителей в Бордо (1991) и Золотой медали Парижа, победитель конкурса Международного фонда Иегуди Менухина (1992). Завоёвывал высшие награды на международном гитарном конкурсе им. Эмилио Пухоля, Международном конкурсе им. Никколо Паганини и международных конкурсах в Милане и Таранто (Италия).
Концертировал во многих странах мира: в Европе (Австрия, Венгрия, Германия, Италия, Словакия, Чехия, Швейцария), Азии (Кипр, Турция, Таиланд) и США. Регулярно выступает на европейских фестивалях, таких как Дебреценский и Эстергомский фестивали в Венгрии, Венский международный гитарный форум (Австрия), Гитарные дни в Лихтенштейне и Миланский гитарный Атенеум (Италия). Он стал первым гитаристом, записавшим произведения Наполеона Коста на инструменте «Lacôte Guitar» и Гектора Берлиоза на гитаре «Grobert». Исполняет репертуар и на исторических (аутентичных) инструментах.
Является организатором Международных гитарных фестивалей на французском острове Ре, находящемся вблизи западного побережья Франции в Бискайском заливе, которые проводятся каждые два года в первую неделю июля. Неоднократно входил в состав жюри различных международных конкурсов. В октябре 2002 года был приглашен в качестве почётного гостя и члена жюри на 6-й Международный фестиваль и конкурс «Гитара в России» в Воронеже, посвящённый 150 летию со дня рождения Франсиско Тарреги.
Высоко оценённый как преподаватель, он был приглашен в престижные академии: имени Шопена в Варшаве, Академию музыки Воронежа, Краковскую академию, Московские музыкальные институты, Колумбийский университет (Нью-Йорк).
В настоящее время музыкант даёт концерты на гитаре Coffe-Goguette 1835 года и на гитаре сицилийского мастера Джузеппе Гуальярдо, играет исключительно на струнах «Savarez».

## Дискография
В творческом активе гитариста 4 компакт-диска (из них три сольных и один в дуэте с пианисткой Кароле Карниел):
- Violin & Guitar Sonatas. Duo. Philippe Villa (chitarra), Frédéric Pélassy (violin). BNL Productions, 1995.
- Ferdinando Carulli. Сhitarra e pianoforte. Duo. Philippe Villa (chitarra), Carole Carniel (pianoforte). Ligia Digital, 1998
- Guiliani & Paganini. Chefs-d’Oeuvre pour guitare romantique. Philippe Villa (chitarra). Ligia Digital, 1999.
- Napoleon Coste. Les Souvenirs. Philippe Villa (chitarra). Ligia Digital, 2001.
- Guitar Recital. Philippe Villa. My Studio, 2002.
- Beethoveen & Diabelli. Guitare et pianoforte. Duo. Philippe Villa (chitarra), Carole Carniel (pianoforte). Ligia Digital, 2003,

Филипп Вилла часто выступает в ансамблях с другими инструментами (скрипка, флейта, струнный квартет) и вокалистами, в дуэте с пианисткой Кароль Карньел (Carole Carniel).

## Общественная деятельность
Филипп Вилла регулярно принимает участие в благотворительных бесплатных концертах, организуемых ассоциацией «Музыка надежды» (Musique Esperance), созданной пианистом Мигелем А. Эстрелла, сборы от которых направляются в фонд поддержки одиноких и малообеспеченных людей (в больницах, домах престарелых, исправительных учреждениях и т. д.), а также выступает в школах и сельской местности. Филипп Вилла знает пять языков, а со зрителями он общается на родном для них, которым владеет обычно достаточно хорошо на разговорном уровне. Часто музыкант бывает в России, вот как он отзывается о ней:

«— Приехав в Россию, я нашел себя, на сцене я по-настоящему счастлив, самое важное для меня — публика, а не где мы с ней встречаемся — в огромном столичном зале или небольшом деревенском клубе…»
О яркой и необычной личности музыканта говорит и другое его интервью:

«Я хотел бы оказаться в эпохе барокко. Мне иногда кажется, что я родился не в то время! Кругом войны, голод, вселенская агрессия. Композиторы пишут то, что чувствуют, они ведь своего рода лакмусовая бумага своего времени. Что касается меня, то я — безусловный романтик, и ничего с этим не поделаешь!»